# John Hopcroft
John Edward Hopcroft (Seattle, 7. listopada, 1939.) je istaknuti američki teoretski računalni znanstvenik.
Stekao je titulu bakalaureata na Sveučilištu u Seattleu 1961. te magisterij i doktorat na Stanford sveučilištu 1962. i 1964., respektivno. Potom je radio još tri godine na Princeton sveučilištu. Sve od tada, stacioniran je na Sveučilištu Cornell, gdje je trenutno IBM profesor inženjerstva i primijenjene matematike u računarstvu.
Dobio je Turingovu nagradu - najprestižniju nagradu u polju - zajedno s Robertom Tarjanom 1986. Citat veli da je nagradu dobio "za fundamentalna postignuća u dizajnu i analizi algoritama i podatkovnih struktura". 1994. je izabran kao fellow u ACM-u.
Osim istraživačkog rada, poznat je i po svojim knjigama o algoritmima i formalnim jezicima, koautoriranih s Jeffreyjem Ullmanom, a koje se u samoj struci smatraju klasicima.
John Hopcroft je unuk Jacoba Nista, osnivača tvrtke Seattle Box Company. 

## Vanjska poveznica
- Web stranicaa Johna E. Hopcrofta